# Irish League 1898-1899
L'Irish League 1898-1899 è stata la 9ª edizione della prima divisione del campionato nordirlandese di calcio.
Il campionato era formato da sei squadre e il Distillery vinse il titolo dopo uno spareggio con il Linfield.

## Classifica finale
| Pos. | Squadra                      | G  | V | N | P  | GF | GS | Punti |
| ---- | ---------------------------- | -- | - | - | -- | -- | -- | ----- |
| 1    | Distillery                   | 10 | 7 | 1 | 2  | 23 | 17 | 15    |
| 2    | Linfield                     | 10 | 7 | 1 | 2  | 21 | 8  | 15    |
| 3    | Cliftonville                 | 10 | 6 | 0 | 4  | 19 | 12 | 12    |
| 3    | Glentoran                    | 10 | 6 | 0 | 4  | 17 | 12 | 12    |
| 5    | Belfast Celtic               | 10 | 2 | 2 | 6  | 15 | 25 | 6     |
| 6    | North Staffordshire Regiment | 10 | 0 | 0 | 10 | 11 | 32 | 0     |

G = Partite giocate; V = Vittorie; N = Nulle/Pareggi; P = Perse; GF = Goal fatti; GS = Goal subiti; 

### Spareggio per il titolo
- Distillery FC 2-0 Linfield FC